# Selah (Washington)
Selah is een plaats (city) in de Amerikaanse staat Washington, en valt bestuurlijk gezien onder Yakima County.

## Demografie
Bij de volkstelling in 2000 werd het aantal inwoners vastgesteld op 6310.
In 2006 is het aantal inwoners door het United States Census Bureau geschat op 6947, een stijging van 637 (10.1%).

## Geografie
Volgens het United States Census Bureau beslaat de plaats een oppervlakte van
11,4 km², waarvan 11,3 km² land en 0,1 km² water. Selah ligt op ongeveer 354 m boven zeeniveau.

## Plaatsen in de nabije omgeving
De onderstaande figuur toont nabijgelegen plaatsen in een straal van 8 km rond Selah.